# K Beringen FC
El Koninklijke Beringen Football Club fue un equipo de fútbol belga de la localidad de Beringen en la provincia de Limburgo que alguna vez jugó en la Primera División de Bélgica, la liga de fútbol más importante del país. El club existió desde 1924 hasta su fusión con KVV Vigor Beringen en 2002. El club estaba afiliado a la Asociación de Fútbol con el número de registro 522.

## Historia
Fue fundado en el año 1924 en el municipio de Beringen con el nombre Cercle Sportif Kleine Heide, convirtiéndose en miembros de la Real Asociación Belga en 1925 como Beeringen Football Club y su número de matrícula era el nº 522. En 1937 cambiaron su nombre por el de Beringen F.C., accediendo a la Primera División 3 años después, pero descendieron en la misma temporada. 
El club recibió el título real en 1951 y se convirtió en Koninklijke Beeringen FC, un año después se cambió la ortografía a Koninklijke Beringen FC.
Regresaron a la máxima categoría en 1955 y duraron 2 años en ella. Los otros periodos en que jugaron en la Primera División de Bélgica fueron entre 1958-1960, 1962-70 (quedando subcampeón en la temporada de 1964), 1972–82 y 1983-84. En 1972 cambia de nombre por última vez, de K. Beeringen F.C. a K. Beringen F.C. Jugaron más de 700 partidos en la máxima categoría.
Entre 1984 a 1988, el Beringen jugó en la Segunda División de Bélgica y en categorías menores. en el año 2002 la matrícula nº 522 se fusionó con el K.V.V. Vigor Beringen para llamarse K.V.K. Beringen, con la matrícula n°330 del Vigor, ocasionando que el Beringen dejara de existir.

## Palmarés
- Segunda División de Bélgica: 3

1949/50; 1951/52; 1957/58
- Tercera División de Bélgica: 1

1943/44

## Temporada a temporada
| Temporada | Nivel | Nivel | Nivel | Nivel | Nivel | Nivel | Nivel | Nivel | Denominación                           | Puntuación                             | Observaciones                          |
| Temporada | I     | II    | III   | P.II  | P.III | P.IV  |       |       | Denominación                           | Puntuación                             | Observaciones                          |
| --- | ----- | ----- | ----- | ----- | ----- | ----- | ----- | ----- | -------------------------------------- | -------------------------------------- | -------------------------------------- |
| como Beeringen FC (Beeringen Football Club) |       |       |       |       |       |       |       |       |                                        |                                        |                                        |
| 1925/26 |       |       |       |       |       | 8     |       |       | Cuarta prov. Limburgo                  | 14                                     |                                        |
| 1926/27 |       |       |       |       | 2     |       |       |       | Tercera prov. Limburgo                 | 22                                     |                                        |
| 1927/28 |       |       |       | 6     |       |       |       |       | Segunda prov. Limburgo                 | 13                                     |                                        |
| 1928/29 |       |       |       | 5     |       |       |       |       | Segunda prov. Limburgo                 | 21                                     |                                        |
| 1929/30 |       |       |       | 2     |       |       |       |       | Segunda prov. Limburgo                 | 37                                     |                                        |
| 1930/31 |       |       |       | 5     |       |       |       |       | Segunda prov. Limburgo                 | 28                                     |                                        |
| 1931/32 |       |       |       | 5     |       |       |       |       | Segunda prov. Limburgo                 | 30                                     |                                        |
| 1932/33 |       |       |       | 8     |       |       |       |       | Segunda prov. Limburgo                 | 23                                     |                                        |
| 1933/34 |       |       |       | 3     |       |       |       |       | Segunda prov. Limburgo                 | 34                                     |                                        |
| 1934/35 |       |       |       | 3     |       |       |       |       | Segunda prov. Limburgo                 | 35                                     |                                        |
| 1935/36 |       |       |       | 1     |       |       |       |       | Segunda prov. Limburgo                 | 42                                     |                                        |
| 1936/37 |       |       | 6     |       |       |       |       |       | Tercera C                              | 29                                     |                                        |
| 1937/38 |       |       | 6     |       |       |       |       |       | Tercera B                              | 28                                     |                                        |
| 1938/39 |       |       | 4     |       |       |       |       |       | Tercera D                              | 30                                     |                                        |
| Debido a la II Guerra Mundial entre 1939 y 1941 no se organizaron competiciones                                                                           |       |       |       |       |       |       |       |       |                                        |                                        |                                        |
| 1941/42 |       |       | 3     |       |       |       |       |       | Tercera D                              | 36                                     |                                        |
| 1942/43 |       |       | 2     |       |       |       |       |       | Tercera A                              | 51                                     |                                        |
| 1943/44 |       |       | 1     |       |       |       |       |       | Tercera D                              | 48                                     |                                        |
| Debido a la II Guerra Mundial en la temporada 1944/45 no se organizaron competiciones                                                                     |       |       |       |       |       |       |       |       |                                        |                                        |                                        |
| 1945/46 |       | 8     |       |       |       |       |       |       | Segunda B                              | 37                                     |                                        |
| 1946/47 |       | 7     |       |       |       |       |       |       | Segunda A                              | 37                                     |                                        |
| como Beringen FC (Beringen Football Club) |       |       |       |       |       |       |       |       |                                        |                                        |                                        |
| 1947/48 |       | 3     |       |       |       |       |       |       | Segunda B                              | 39                                     |                                        |
| 1948/49 |       | 2     |       |       |       |       |       |       | Segunda A                              | 42                                     |                                        |
| 1949/50 |       | 1     |       |       |       |       |       |       | Segunda B                              | 42                                     |                                        |
| 1950/51 | 15    |       |       |       |       |       |       |       | Primera                                | 22                                     |                                        |
| como K. Beringen FC (Koninklijke Beringen Football Club)                                                                                                  |       |       |       |       |       |       |       |       |                                        |                                        |                                        |
| 1951/52 |       | 1     |       |       |       |       |       |       | Segunda B                              | 44                                     |                                        |
| | I     | II    | III   | IV    | P.I   | P.II  | P.III | P.IV  | desde 1952/53 hay 4 niveles nacionales | desde 1952/53 hay 4 niveles nacionales | desde 1952/53 hay 4 niveles nacionales |
| como K. Beeringen FC (Koninklijke Beeringen Football Club)                                                                                                |       |       |       |       |       |       |       |       |                                        |                                        |                                        |
| 1952/53 | 16    |       |       |       |       |       |       |       | Primera                                | 19                                     |                                        |
| 1953/54 |       | 7     |       |       |       |       |       |       | Segunda                                | 30                                     |                                        |
| 1954/55 |       | 2     |       |       |       |       |       |       | Segunda                                | 42                                     |                                        |
| 1955/56 | 13    |       |       |       |       |       |       |       | Primera                                | 25                                     |                                        |
| 1956/57 | 15    |       |       |       |       |       |       |       | Primera                                | 18                                     |                                        |
| 1957/58 |       | 1     |       |       |       |       |       |       | Segunda                                | 42                                     |                                        |
| 1958/59 | 12    |       |       |       |       |       |       |       | Primera                                | 25                                     |                                        |
| 1959/60 | 16    |       |       |       |       |       |       |       | Primera                                | 19                                     |                                        |
| 1960/61 |       | 3     |       |       |       |       |       |       | Segunda                                | 37                                     |                                        |
| 1961/62 |       | 2     |       |       |       |       |       |       | Segunda                                | 42                                     |                                        |
| 1962/63 | 13    |       |       |       |       |       |       |       | Primera                                | 25                                     |                                        |
| 1963/64 | 2     |       |       |       |       |       |       |       | Primera                                | 41                                     | subcampeón a 4 puntos del Anderlecht   |
| 1964/65 | 8     |       |       |       |       |       |       |       | Primera                                | 28                                     |                                        |
| 1965/66 | 14    |       |       |       |       |       |       |       | Primera                                | 20                                     |                                        |
| 1966/67 | 11    |       |       |       |       |       |       |       | Primera                                | 26                                     |                                        |
| 1967/68 | 12    |       |       |       |       |       |       |       | Primera                                | 26                                     |                                        |
| 1968/69 | 9     |       |       |       |       |       |       |       | Primera                                | 29                                     |                                        |
| 1969/70 | 15    |       |       |       |       |       |       |       | Primera                                | 18                                     |                                        |
| 1970/71 |       | 4     |       |       |       |       |       |       | Segunda                                | 43                                     |                                        |
| 1971/72 |       | 2     |       |       |       |       |       |       | Segunda                                | 41                                     |                                        |
| como K. Beringen FC (Koninklijke Beringen Football Club)                                                                                                  |       |       |       |       |       |       |       |       |                                        |                                        |                                        |
| 1972/73 | 12    |       |       |       |       |       |       |       | Primera                                | 26                                     |                                        |
| 1973/74 | 11    |       |       |       |       |       |       |       | Primera                                | 26                                     |                                        |
| 1974/75 | 13    |       |       |       |       |       |       |       | Primera                                | 33                                     |                                        |
| 1975/76 | 17    |       |       |       |       |       |       |       | Primera                                | 27                                     |                                        |
| 1976/77 | 14    |       |       |       |       |       |       |       | Primera                                | 26                                     |                                        |
| 1977/78 | 10    |       |       |       |       |       |       |       | Primera                                | 33                                     |                                        |
| 1978/79 | 13    |       |       |       |       |       |       |       | Primera                                | 29                                     |                                        |
| 1979/80 | 15    |       |       |       |       |       |       |       | Primera                                | 26                                     |                                        |
| 1980/81 | 17    |       |       |       |       |       |       |       | Primera                                | 24                                     |                                        |
| 1981/82 | 17    |       |       |       |       |       |       |       | Primera                                | 27                                     |                                        |
| 1982/83 |       | 4     |       |       |       |       |       |       | Segunda                                | 37                                     |                                        |
| 1983/84 | 18    |       |       |       |       |       |       |       | Primera                                | 23                                     |                                        |
| 1984/85 |       | 13    |       |       |       |       |       |       | Segunda                                | 26                                     |                                        |
| 1985/86 |       | 10    |       |       |       |       |       |       | Segunda                                | 29                                     |                                        |
| 1986/87 |       | 14    |       |       |       |       |       |       | Segunda                                | 22                                     |                                        |
| 1987/88 |       | 16    |       |       |       |       |       |       | Segunda                                | 15                                     |                                        |
| 1988/89 |       |       | 11    |       |       |       |       |       | Tercera B                              | 28                                     |                                        |
| 1989/90 |       |       | 12    |       |       |       |       |       | Tercera B                              | 23                                     |                                        |
| 1990/91 |       |       | 10    |       |       |       |       |       | Tercera B                              | 30                                     |                                        |
| 1991/92 |       |       | 11    |       |       |       |       |       | Tercera B                              | 24                                     |                                        |
| 1992/93 |       |       | 8     |       |       |       |       |       | Tercera B                              | 30                                     |                                        |
| 1993/94 |       |       | 13    |       |       |       |       |       | Tercera B                              | 26                                     |                                        |
| 1994/95 |       |       | 15    |       |       |       |       |       | Tercera B                              | 20                                     |                                        |
| 1995/96 |       |       |       | 6     |       |       |       |       | Cuarta C                               | 45                                     |                                        |
| 1996/97 |       |       |       | 2     |       |       |       |       | Cuarta C                               | 61                                     |                                        |
| 1997/98 |       |       |       | 9     |       |       |       |       | Cuarta C                               | 42                                     |                                        |
| 1998/99 |       |       |       | 5     |       |       |       |       | Cuarta C                               | 51                                     |                                        |
| 1999/00 |       |       |       | 13    |       |       |       |       | Cuarta C                               | 37                                     |                                        |
| 2000/01 |       |       |       | 9     |       |       |       |       | Cuarta C                               | 42                                     |                                        |
| 2001/02 |       |       |       | 12    |       |       |       |       | Cuarta C                               | 36                                     |                                        |
| Fusión con KVV Vigor Beringen para formar KVK Beringen. El club sigue jugando con la matrícula de Vigor. Se elimina la matrícula de K. Beringen FC (522). |       |       |       |       |       |       |       |       |                                        |                                        |                                        |

## Jugadores destacados
- Nick Deacy (1978–80)

## Entrenadores
- Vlatko Konjevod (1966-1967)
- Bram Appel (1968-1970)
- Joseph Vliers (1972-1974)
- Fritz Schollmeyer (1976)
- Leo Canjels (1977-1979)
- Félix Week (1979-1980)
- Kees Rijvers (1980-1981)
- Urbain Haesaert y Hans Croon (1981-1983)
- Joseph Vliers (1983-1984)
- Léon Nollet (1994-1995)